# Омарска
Омарска (серб. Омарска) —  бывший посёлок в общине Приедор, который принадлежит энтитету Республике Сербской, Босния и Герцеговина. Расположен в 20 км к юго-востоку от города Приедор и в 30 км к северо-западу от Баня-Луки. В 1963 г. Омарска была присоединена к городу Приедор.

## Население
Численность населения посёлка Омарска по переписи 2013 года составила 3 230 человек.
Этнический состав населения населённого пункта по данным переписи 1991 года:
- сербы — 3.286 (95,63 %),
- боснийские мусульмане — 23 (0,67 %),
- хорваты — 19 (0,55 %),
- югославы — 78 (2,27 %),
- прочие — 30 (0,87 %).

Всего: 3.436 чел.